# تمام شب (ترانه بیانسه)
«تمام شب» تک‌آهنگی از هنرمند اهل ایالات متحده آمریکا بیانسه است.
این تک‌آهنگ در چارت‌های جزو ده ترانه اول قرار گرفت.